# 黑松露
黑松露（法語：truffe noire），又称佩里戈尔松露（法語：truffe du Périgord）是一种原产于欧洲南部的松露品种，也是最昂贵的食用真菌之一。

## 分类
意大利博物学家卡洛·维塔迪尼于1831年对黑松露进行了描述。